# Mickey (canción)
«Mickey» es una canción de 1981 grabada por la cantante y coreógrafa estadounidense Toni Basil de su álbum debut Word of Mouth. Compuesta por Mike Chapman y Nicky Chinn como «Kitty», fue grabado por primera vez por el grupo británico Racey en 1979, apareciendo en su álbum debut Smash and Grab. Toni Basil cambió el nombre de Kitty a Mickey para hacer la canción sobre un hombre.

## Lanzamiento
La versión de Toni Basil de la canción fue publicada inicialmente como un sencillo en el Reino Unido en mayo de 1981, pero no entró en las listas en ese momento. Reeditado en enero de 1982, «Mickey» rápidamente se convirtió en un importante éxito en el Reino Unido, alcanzando el número 2. Fue emitido en Australia en abril, donde durante el verano subió al número 1.
Finalmente publicado en Norteamérica en agosto de 1982, «Mickey» se convirtió en el número 1 en Estados Unidos y Canadá a finales de 1982, un año y medio después de su lanzamiento original.

## Antecedentes
Durante años, se rumoreaba que el nombre fue cambiado a Mickey porque Basil era aficionada al vocalista y baterista de The Monkees Micky Dolenz  después de reunirse con él en el set de su película Head para la cual ella era la coreógrafa; Sin embargo, esta afirmación ha sido negada por Basil, quien dijo que no conocía bien a Dolenz. Los rumores también circuló que las líneas «de cualquier manera que quieras hacerlo / lo voy a tomar como un hombre», en las letras de género swapped, se refiere al sexo anal; Basil negó vigorosamente esta interpretación, llamándola «ridícula».
Se grabaron dos vídeos musicales diferentes para la canción, uno con Basil con una banda de acompañamiento y otro con indumentaria y coreografías inspiradas en rutinas de danza de animadoras. Filmada en 1981, el vídeo de animadoras es considerado el primer vídeo de baile coreografiado, y el truco de apertura, donde una animadora salta a través del centro de una pirámide humana, es ahora ilegal en la competencia.
El sencillo alcanzó el número uno en el Billboard Hot 100 de los Estados Unidos durante una semana y el número dos en el UK Singles Chart. La canción fue el único éxito Top 40 de Basil. Fue nombrada número 5 en los 100 más grandes One Hit Wonder de todos los tiempos de VH1, número 16 en Top 20 One Hit Wonders Countdown de 20 to 1 y número 57 en las 100 mejores canciones de los '80s de VH1. También ha aparecido en listas de las más grandes o  las mejores y en cuentas regresivas.

## Lista de canciones
| Sencillo de 7" (Estados Unidos) |                      |          |  |
| N.º                             | Título               | Duración |  |
| 1.                              | «Mickey»             | 3:36     |  |
| 2.                              | «Thief on the Loose» | 3:50     |  |

| Sencillo de 7" (Internacional) |                  |          |  |
| N.º                            | Título           | Duración |  |
| 1.                             | «Mickey»         | 3:36     |  |
| 2.                             | «Hanging Around» | 4:06     |  |

| Sencillo de 12" (Estados Unidos) |                                     |          |  |
| N.º                              | Título                              | Duración |  |
| 1.                               | «Mickey» (Special Club mix (Corto)) | 4:32     |  |
| 2.                               | «Mickey» (Special Club mix (Largo)) | 5:58     |  |

| Sencillo alternativo de 12" (Estados Unidos) |                               |          |  |
| N.º                                          | Título                        | Duración |  |
| 1.                                           | «Mickey» (Special Club mix)   | 5:58     |  |
| 2.                                           | «Mickey» (versión en español) | 5:12     |  |

## Listas
| Lista (1982-1983)                     | Posición más alta |
| ------------------------------------- | ----------------- |
| Alemania (Offizielle Deutsche Charts) | 69                |
| Australia (Kent Music Report)         | 1                 |
| Bélgica (Flandes) (Ultratop 50)       | 39                |
| Canadá (RPM)                          | 1                 |
| Estados Unidos (Billboard Hot 100)    | 1                 |
| Estados Unidos (Hot Dance Club Play)  | 3                 |
| Estados Unidos (Cashbox)              | 2                 |
| Irlanda (Irish Singles Chart)         | 3                 |
| Nueva Zelanda (Recorded Music NZ)     | 2                 |
| Países Bajos (Mega Single Top 100)    | 39                |
| Reino Unido (UK Singles Chart)        | 2                 |
| Sudáfrica (Springbok Radio)           | 3                 |

| Lista (1982)                      | Posición |
| --------------------------------- | -------- |
| Australia (Kent Music Report)     | 6        |
| Canadá (RPM Top 100 Singles)      | 63       |
| Estados Unidos (Cash Box)         | 36       |
| Nueva Zelanda (Recorded Music NZ) | 15       |

| Lista (1983)                       | Posición |
| ---------------------------------- | -------- |
| Canadá (RPM Top Singles)           | 35       |
| Estados Unidos (Billboard Hot 100) | 36       |

| País                                                     | Certificación | Ventas     |
| -------------------------------------------------------- | ------------- | ---------- |
| Canadá (Music Canada)                                    | 2× Platino    | 200,000^   |
| Estados Unidos (RIAA)                                    | Platino       | 3 000 000^ |
| Reino Unido (BPI)                                        | Plata         | 500 000^   |
| ^cifras de envíos basadas únicamente en la certificación |               |            |

## Versión de Lolly
La cantante británica Lolly obtuvo un top 10 en el UK Singles Chart en 1999. Además, también hay una versión de karaoke de la portada en el álbum.

### Lista de canciones
| Sencillo en CD #1 (Reino Unido) |                               |          |  |
| N.º                             | Título                        | Duración |  |
| 1.                              | «Mickey»                      | 3:36     |  |
| 2.                              | «Sweetheart»                  | 2:54     |  |
| 3.                              | «Mickey» (versión de karaoke) | 3:36     |  |

| Sencillo en CD #2 (Reino Unido) |                                           |          |  |
| N.º                             | Título                                    | Duración |  |
| 1.                              | «Mickey»                                  | 3:36     |  |
| 2.                              | «Mickey» (Creator remix)                  | 5:58     |  |
| 3.                              | «Mickey» (D-Bop remix edit)               | 4:22     |  |
| 4.                              | «Mickey» (The Bold & The Beautiful remix) | 5:50     |  |

| Sencillo en casete (Reino Unido) |                               |          |  |
| N.º                              | Título                        | Duración |  |
| 1.                               | «Mickey»                      | 3:36     |  |
| 2.                               | «Mickey» (versión de karaoke) | 3:36     |  |

### Listas
| Lista (1999)                   | Posición más alta |
| ------------------------------ | ----------------- |
| Irlanda (Irma)                 | 14                |
| Reino Unido (UK Singles Chart) | 4                 |

## Otras versiones
- La banda mexicana Timbiriche hizo una versión de portada de esta canción en español llamada «Mickey» en 1983, en su álbum Concierto.
- "Weird Al" Yankovic parodió esta canción para su álbum debut homónimo de 1983 titulado como «Ricky», una parodia y tributo a I Love Lucy.
- Walt Disney Productions  lanzó una versión de portada titulada «Hey Mickey» en 1986 en el álbum Totally Minnie. Esta versión es cantada por Desirée Goyette.  Las letras se alteraron significativamente para reflejar a Minnie Mouse cantándole a  Mickey Mouse.
- En 1987, la artista brasileña Xuxa versionó la canción en su álbum Xegundo Xou da Xuxa.
- El grupo irlandés B*Witched versionó la canción para su álbum Across America 2000. Fue lanzado como un sencillo promocional fuera del Reino Unido y fue utilizado para la película Bring It On.
- La cantante sueca Carola Häggkvist logró un éxito en Escandinavia en 1983 con una versión sueca de «Mickey» con letras escritas por Ingela "Pling" Forsman para el álbum de 1983 Främling.[29]
- El cómico y músico japonés Gorie obtuvo el número 1 en la lista de sencillos japoneses durante dos semanas con una versión con voces de la estadounidense Jasmine Ann Allen.
- El 2002 vio el lanzamiento de la versión de la banda de Nueva Zelanda Elemeno P, en Lado-B del sencillo «Fast Times In Tahoe».
- En 2009, la banda de punk rock estadounidense Zebrahead la versionó para su álbum Panty Raid.
- En 2010, el grupo femenino surcoreano Girls' Generation lanzó una versión reelaborada «Cooky» para promocionar el teléfono móvil LG Cyon.
- En 2011, la canción fue parodiada como «Moshi» para anuncios publicitarios de la página web Moshi Monsters.
- En 2012, Olivia Newton-John grabó la canción para la banda sonora de su película A Few Best Men. La canción fue el primer sencillo lanzado del álbum el 9 de enero de 2012.
- En 2015, Leg Nose Robinson de la banda de rock Time Lord rock hizo una versión paródica de esta canción como «Hey Missy», haciendo referencia a la línea del episodio de Doctor Who, "Muerte en el cielo".
- La canción fue cubierta por el elenco de la serie de televisión Glee en 2015, y aparece en el undécimo episodio de la sexta temporada.
- En 2015, la girlband española Sweet California versiona la canción titulada como «Hey Mickey!» como contenido extra de la reedición de su primer álbum de estudio Break of Day, tiempo después sacan el videoclip de dicha versión.

## Canciones que muestran la grabación de Basil
- Toda la estructura de la canción de Run-D.M.C., «It's Tricky» fue realizada conscientemente de Mickey. Según DMC: «Acabo de cambiar el estribillo y sólo hablamos de cómo este negocio de rap puede ser complicado para un hermano».[30]
- Heidi Montag grabó una canción titulada «Bad Boy», que comienza mostrando la canción con «Bad boy you so fine, you so fine, you blow my mind».
- La canción fue sampleada por Nitty en la canción, «Hey Bitty», que se puede encontrar en su álbum Player's Paradise.[31]
- Limp Bizkit mostró el estribillo en «Nookie» (Androids Vs. Las Putas Remix) en su álbum New Old Songs.[32]
- El coro inicial de la canción original fue mostrada por el dúo electrónico Boards of Canada en la pista «Nine-Rubber Wisdom» en Old Tunes Vol. 2.[33]
- Miley Cyrus tomó parte del coro y estribillo de la canción para la introducción de «East Nothumberland High» para su gira Best Of Both Worlds Tour en 2006
- Madonna tomó parte del coro para «Dress You Up» para su gira Sticky & Sweet Tour de 2009.
- Kylie Minogue mezcló «Mickey» con su propia canción «Heart Beat Rock» en su gira KylieX2008. La palabra «Mickey» fue reemplazada por «Minnie».
- Travis Scott mezcló «Mickey» con su canción «Antidote» que se puede encontrar en su álbum Rodeo.